# Molophilus perattenuatus
Molophilus perattenuatus är en tvåvingeart som beskrevs av Alexander 1969. Molophilus perattenuatus ingår i släktet Molophilus och familjen småharkrankar. Inga underarter finns listade i Catalogue of Life.